# Орден Золотого Оленя
Орден Золотого Оленя (чес. Řád Zlatého Jelena) — монархічний та лицарський орден, одна з небагатьох нагород, заснованих членами династії Сілезійських П'ястів.

## Історія
Засновником ордену був дванадцятирічний князь Легниці, Бреґа та Волова Юрій IV Вільгельм (1660–1675), останній правлячий Сілезький П’яст, який заснував його на честь свого вступу на престол 23 серпня 1672 року і надав його групі зі свого найближчого оточення.
На аверсі ордена був зображений золотий дубовий лист, до якого двома ланцюжками прикріплений стрибаючий золотий олень. На реверсі було зображене червоне емальоване серце з білим хрестом. Орден носився на шиї на зеленій стрічці із золотим шиттям.
Орден мав один клас. Після передчасної смерті князя, його володіння були конфісковані Богемською короною.